# 马街镇 (罗平县)
马街镇，是中华人民共和国云南省曲靖市罗平县下辖的一个镇。

## 行政区划
马街镇下辖以下地区：
马街社区、荷叶村、鲁基村、戈背村、松毛村、阿东村、宜那村、扯土村、歹墨村、铁厂村、革岗村和支壁村。